# Paleta lovcev
Paleta lovcev ali Paleta lova na leve je kozmetična paleta iz staroegipčanskega obdobja Nakada III iz približno 31. stoletja pr. n. št. Izdelana je iz skrilavca. Dolga je okoli 66 cm in široka okoli 26 c.  Paleta je razbita. Dva dela palete hrani Britanski muzej v Londonu, enega pariški Louvre, četrti del pa se je izgubil.

Na paleti je upodobljena kompleksna ikonografija lova na leve in druge živali kot so ptice, puščavski kunci in gazele. Ena od gazel je zvezana z vrvjo. Dvajset lovcev za lov uporablja loke in puščice,  kije, palice in kopja.  Na zgornji desni strani je upodobljen bik in znak, podoben hieroglifu sḥ, ki pomeni svetišče.
| O21 |

## Galerija
- Fragment iz Louvrea, na katerem je prikazano različno orožje
- Detajl, na katerem je upodobljen s puščicami preboden lev
- Lovec s praporom  Ja´at in dvorezno sekiro